# Igreja de Deus em Cristo Oeste de Los Angeles
A Igreja de Deus em Cristo Oeste de Los Angeles (West Angeles Church of God in Christ) é uma megaigreja pentecostal situada em Los Angeles, Califórnia, Estados Unidos, afiliada com a Igreja de Deus em Cristo.

## História
A Igreja foi fundada por Clarence E. Church em 1943. O primeiro templo estava localizado no Adams Boulevard perto da Interstate 10, conhecida localmente como Santa Monica Freeway. Em 1969, após a morte do Pastor Church, Charles E. Blake, o presidente da Igreja de Deus em Cristo, assumiu o cargo de pastor de West Angeles. Em 1981, ela abriu um novo prédio em 3045 Crenshaw Boulevard, incluindo um auditório de 1.000 lugares. Em 1999, fez a dedicação de um novo prédio, incluindo um auditório de 5.000 lugares no 3600 Crenshaw Boulevard. Em 2012, a igreja tinha 24.000 membros. Em 2019, vendeu seus prédios em 3045 Crenshaw Boulevard para financiar a construção de um Family Life Center atrás do prédio em 3600 Crenshaw Boulevard. Em 2022, Charles Blake II tornou-se pastor sênior.